# Lophorrhina quinquelineata
Lophorrhina quinquelineata är en skalbaggsart som beskrevs av Fabricius 1781. Lophorrhina quinquelineata ingår i släktet Lophorrhina och familjen Cetoniidae. Inga underarter finns listade i Catalogue of Life.